# Marca de distribuïdor
La marca de distribuïdor o marca genèrica, mal anomenada marca blanca, és la marca pertanyent a una cadena de distribució (generalment, hípers o supermercat, però també de gran distribució especialitzada) amb la qual es venen productes de diferents fabricants.
Les marques de distribuïdor s'han considerat tradicionalment una estratègia B2C (abreviatura de Business-to-customer, «del negoci al client», en anglès). A més a més, les botigues descompte aposten per les marques del distribuïdor amb una excel·lent relació qualitat/preu.
Una altra estratègia especialment en "línia blanca" i "línia marró", van ser les "segones marques". Són conegudes les "segones marques" d'un gran fabricant venent productes semblants a un preu més competitiu com per exemple Radiola i Askar que eren segones marques de Philips.

## Les primeres marques de distribuïdor
L'objectiu de les marques de distribuïdor és aconseguir una fidelitat comercial per als articles de l'establiment. El desenvolupament de les marques de distribuïdor va començar el 1975, amb el que llavors es va cridar «producte lliure». La premissa del seu llançament partia de la base que eren Igual de bones que les grans marques, però més barates perquè no hi havia despeses de publicitat.
Els primers envàs d'aquests articles eren blancs i bastant asèptics; d'aquí, el nom inicial, ja superat, de 'marca blanca'. Tractava de captar el comprador innovador que sent que ha fet la millor elecció, que no està pagant de més per un article bàsic. Les marques de distribuïdor van començar amb productes d'alimentació de compra freqüent: llet, pastes alimentàries, arròs, llegums, galetes… I van seguir amb altres articles d'ús freqüent a la llar, tant de neteja com d'higiene corporal. Les marques de distribuïdor apareixen i es consoliden per a articles de compra amb poca implicació emocional per part del comprador o usuari final.
La marca de distribuïdor ha tingut un gran auge en la distribució alimentària en els últims anys, passant en alguns països a superar les vendes de marques del fabricant. La confiança que el consumidor posava en un fabricant es trasllada a una cadena de distribució que mereix la seva aprovació.

## Avantatges i inconvenients
Alguns avantatges són:
- Normalment són marques més barates que les marques que distribueix el fabricant en estalviar costos en publicitat i promoció.
- En molts casos, el producte és idèntic al comercialitzat per marques líders però a un cost inferior.
- El fabricant té garantida la implantació del seu producte en un mercat concret i ampli, els punts de venda del distribuïdor.

Alguns inconvenients són:
- La percepció dels consumidor és que el control de qualitat pugui ser menys rigorós per estalviar en costos de producció, o que s'intenti estalviar en la primera matèria destinada a la marca de distribuïdor per mantenir un preu barat.
- El producte, dins d'un envàs de marca de distribuïdor, pot canviar sense previ avís de distribuïdor, que pot canviar de proveïdor per a la seva marca de detergent, per exemple, així, la qualitat o el sabor poden variar sense que el consumidor l'hagi triat. Alguns d'aquests canvis es poden apreciar a simple vista, com un canvi d'envàs-, ja que el nou fabricant pot tenir envasos diferents-, però altres vegades les diferències s'observen amb l'ús o consum de l'article.
- Es perd la connexió entre el fabricant i el client, això és important per a articles amb servei postvenda, com electrodomèstics, aparells d'àudio i vídeo.

## Disputa amb les marques de fabricant
Els últims anys algunes conegudes empreses (per exemple Kellogg 's) estan anunciant notòriament que no fabriquen productes per a marques de distribuïdor. Algunes ho feien en el passat (per exemple Danone) però van decidir canviar de política i deixar de fer-ho, apostant per les seves pròpies marques. Tot això es deu a la dura competència que pateixen per part de les marques blanques. Paradoxalment, hi ha alguna marca de fabricant que, tot i anunciar que no fabrica per a altres marques, sí que deixa que una tercera marca fabriqui per a ella, és el cas de Danone.

### Suport dels mitjans de comunicació a les marques de fabricant
L'auge de les marques blanques ha perjudicat a algunes marques de fabricant, el que ha fet que inverteixin menys en publicitat. Això ha reduït els ingressos d'alguns mitjans de comunicació. causa d'això alguns mitjans s'han posicionat recentment a favor de les marques de fabricant.

## Marques blanques

### Companyies telefòniques
- Telefónica Móviles: Vitelcom (més conegut com a TSM).
- Telefónica: AMPER (telèfons sèries A i C, mòdem d'ADSL).

### Grans magatzems
- DIN-ABC: Kyoto.
- El Corte Inglés: El Corte Inglés, Aliada, Boomerang (esports), Emidio Tucci i  Dustin (tèxtil), Investrónica (informàtica/electrònica).

### Hipermercats
- Alcampo: Primer Preu (en la majoria de departaments, se suposa que la de menor preu-qualitat), Auchan (alimentació), Basic Line (imatge, so, electrodomèstics), Rik & Rok (infantil), Cup's (esports), Genium (bricolatge, automòbil), In Extens (tèxtil).
- Carrefour: Carrefour (en la majoria de departaments), Carrefour Discount (se suposa que la de menor preu-qualitat), Tex (tèxtil), Basic (tèxtil), First Line (electrodomèstics), Blue Sky (electrodomèstics), Top Bike (esports).
- Hipercor: DOC (tèxtil), DOMBI (tèxtil infantil), ANSONIC (electrodomèstics), Hipercor (majoria de departaments) i Aliada (la marca de menor preu).
- Jumbo: Jumbo (aliments), GlobalHome (electro).
- Wal-mart: Great Value[8]

### Supermercats
- Ahorramás: Alipende (alimentació), Mequè (mascotes), Lanta (drogueria), Bodyplus (higiene personal).
- Supermercats Dia: Dia.
- Dinosol Supermercats, SL (Supersol, Hiperdino): Supersol.
- D & S Líder: Líder, Acuenta (Aliments), Grove (Electro).
- E. Leclerc: Marca Guia, Eco+ (se suposa que la de menor preu i potser qualitat).
- L'Arbre: Super.
- Eroski - Caprabo: Consumer, Eroski, Consum, Basic (la més barata) Erokson, (electro, no s'usa actualment), Ecron (electrodomèstics, imatge, so), Romester (esports), vistiplau (tèxtil).
- Mercadona: Hacendado (alimentació), Bosque Verde (drogueria), Deliplus (drogueria). Knebep (begudes alcohòliques).
- Masymas: Altesa (pastes), és Pastes Gallo.

### Grans superfícies especialitzades
- Decathlon: Decathlon, Quechua, Tribord, b'Twin...